# Ractopamine
Ractopamine là một chất thức ăn bổ sung, bị cấm ở nhiều quốc gia, để thúc đẩy lượng nạc ở động vật được nuôi để lấy thịt. Về mặt dược lý, đó là một chất chủ vận TAAR1 dựa trên phenol và chất chủ vận Beta β adrenoreceptor kích thích các thụ thể adrenergic β1 và β2. Nó thường được dùng cho động vật để sản xuất thịt dưới tên là ractopamine hydrochloride. Nó là thành phần hoạt động trong các sản phẩm được biết đến ở Mỹ là Paylean cho lợn, Optaflexx cho gia súc và Tomax cho gà tây. Nó được phát triển bởi Elanco Animal Health, một bộ phận của Eli Lilly và Company.
Kể từ năm 2014, việc sử dụng ractopamine đã bị cấm ở 160 quốc gia, bao gồm Liên minh châu Âu, Trung Quốc đại lục và Nga trong khi 27 quốc gia khác, như Nhật Bản, Hoa Kỳ và Hàn Quốc, đã coi là  thịt từ vật nuôi được cho ăn ractopamine an toàn cho con người.